# Heinz Findewirth
Heinz Findewirth (* 8. Juni 1928; † 18. Oktober 2016) war ein deutscher Politiker (SED). Er war Stellvertreter des Vorsitzenden des Rates des Bezirkes Karl-Marx-Stadt und zuletzt Mitglied des Rates für örtliche Versorgungswirtschaft.

## Leben
Der gelernte Bankangestellte qualifizierte sich zum Diplomwirtschaftler. Er trat der SED und dem FDGB bei, war 1953 Vorsitzender des FDGB-Kreisvorstandes Chemnitz und 1954 Sekretär für Wirtschaft der SED-Kreisleitung Karl-Marx-Stadt. Von 1958 bis 1961 war Findewirth stellvertretender Oberbürgermeister von Karl-Marx-Stadt, danach Werkleiter des VEB Rund- und Flachstrickmaschinenbau Karl-Marx-Stadt. Von 1963 bis 1976 fungierte er als Stellvertreter des Vorsitzenden des Bezirkswirtschaftsrates Karl-Marx-Stadt für Planung und Ökonomie. Als Nachfolger von Agnes Steinke wurde er im November 1976 Mitglied des Rates des Bezirkes Karl-Marx-Stadt für örtliche Versorgungswirtschaft, stieg im Oktober 1980 als Nachfolger von Herbert Zschunke zum Stellvertreter des Vorsitzenden des Rates des Bezirkes Karl-Marx-Stadt für bezirksgeleitete Industrie und örtliche Versorgungswirtschaft (ÖVW) auf und war zuletzt wieder nur einfaches Mitglied des Rates des Bezirkes für ÖVW. Er blieb bis zur Auflösung des Rates des Bezirkes im Amt und setzte sich anschließend in Chemnitz zur Ruhe.
Findewirth war Abgeordneter des Bezirkstages Karl-Marx-Stadt und von Februar 1981 bis Dezember 1989 Mitglied der SED-Bezirksleitung Karl-Marx-Stadt. Findewirth verstarb im Alter von 88 Jahren.

## Auszeichnungen
- Der promovierte Heinz Findewirth erhielt 1988 den Vaterländischen Verdienstorden in Gold.

## Publikationen
- Broschüre (mit Willibert Roos): Die Erfordernisse für den weiteren Ausbau der Dienstleistungen zur Versorgung der Bevölkerung bei der Verwirklichung der Hauptaufgabe: dargestellt am Beispiel der Dienstleistungen im Bezirk Karl-Marx-Stadt, 1982.